# Lago Robinson
El lago Robinson  es un lago glaciar situado en las montañas Ruby, en el condado de Elko, en el noreste de Nevada, Estados Unidos. Se encuentra justo al sur de la cuenca Soldier, a una altitud de 2775 metros sobre el nivel del mar. Tiene una superficie de 6,9 hectáreas y una profundidad máxima de 1,5 metros. 
El lago es la fuente del Robinson Creek, que cae escarpado al este en Ruby Valley.  Ambos llevan el nombre de una de las primeras familias de colonos que llegaron a  Ruby Valley.